# 艾佛瑞·纽曼
艾佛瑞·纽曼（英語：Alfred Newman，1901年3月17日—1970年2月17日），生于美国康州纽黑文，美国电影配乐作曲家。他获得45次奥斯卡最佳原创音乐奖提名，9次获奖。其中包括根据英國華裔女作家韩素音小说改编的1955年電影《生死恋》配乐。他是20世纪美国电影音乐重要作曲家之一，二十世紀福斯所出品電影之片頭音樂即艾佛瑞·纽曼所作曲。

## 死亡
1970年2月17日，紐曼因肺氣腫併發症在加州太平洋帕利薩德的家中去世，享年69歲，距他70歲生日僅一個月。

## 部分電影作品
- 1939 年－《鐘樓駝者（英语：The Hunchback of Notre Dame (1939 film)）》 （奧斯卡最佳配樂獎提名）
- 1962年－《西方開拓史》 （奧斯卡最佳配樂獎提名）